# Д’Амелио, Дикси
Дикси Д’Амелио (англ. Dixie D'Amelio; род. 12 августа 2001, Норуолк, Коннектикут, США) — американская интернет-знаменитость и певица. По состоянию на август 2020 года она набрала 42,5 миллионов подписчиков на видеохостинге TikTok. В сентябре 2022 побрилась налысо

## Карьера
Карьера Дикси началась после того, как ее сестра Чарли Д’Амелио стала популярной в TikTok. Дикси также начала публиковать видео в TikTok. Она занимает 9-е место среди самых популярных пользователей TikTok.
В январе 2020 года Д’Амелио подписала контракт с United Talent Agency. В мае 2020 года она и ее сестра объявили о новой сделке по подкасту с Ramble Podcast Network, которая предложит закулисный взгляд на их жизнь и конкретные темы, которые волнуют их.
Актерская карьера Д’Амелио включает появление в сериале Brat TV Attaway General.